# موسى يودعيم
موسى يودعيم Moussa Youdim هو عالم أعصاب إسرائيلي مشهور عالميًا ومتخصص في الكيمياء العصبية وعلم الأدوية العصبية. 
وهو مكتشف عدة مركبات كيميائية مثل سيليجيلين وراساجيلين وهي أدوية مضادة لمرض باركنسون ولها أنشطة وقائية عصبية. وهو حاليا أستاذ فخري في التخنيون - كلية الطب ورئيس شركة يودعيم للأدوية.
حصل على جائزة إسرائيل في عام 2022 في أبحاث علوم الحياة.